# Danilo II van Montenegro
Danilo II Petrović Njegoš (Montenegrijns: Данило I. Петровић-Његош) ook bekend als Knjaz Danilo (Montenegrijns: Knjaz Danilo), Књаз Данило (modern)) (25 mei 1826 - 13 augustus 1860), ook wel Danilo I genoemd, was van 1851 tot 1852 prins-bisschop en daarna tot 1860 vorst van het prinsdom Montenegro.
Danilo's oom prins-bisschop Peter II had hem in zijn testament als opvolger aangewezen, maar toen hij stierf wees het parlement zijn oudere broer en president van de senaat Pero Tomov Petrović aan als nieuwe vorst (dus niet prins-bisschop). Dit wijst erop dat Peter al bezig was geweest met voorbereidingen om de theocratie in zijn land af te schaffen. Ondertussen was Danilo naar Wenen en Rusland gereisd, officieel om tot prins-bisschop (vladika) te worden gewijd. Hij keerde echter tot ieders verrassing terug met toestemming van de tsaar om vorst te worden. Dit gaf hem een groot voordeel ten opzichte van Pero Tomov en uiteindelijk won Danilo de strijd om de macht. Hij werd de eerste heerser van Montenegro die niet ook een kerkelijke functie had.
Danilo was een goed strateeg en commandant in het leger. Hij bezorgde de Montenegrijnen verschillende militaire overwinningen. In 1858 won hij een belangrijke slag tegen de Ottomanen die bij de grootmachten in november van dat jaar erkenning van Montenegro als soevereine staat bewerkstelligde.
Hij stelde ook de eerste grondwet van het land in, gebaseerd op de eerste Montenegrijnse wetten van Peter I. Hij was echter een hardvochtig en streng vorst die alle tegenstand de kop indrukte.
Alle Europese grootmachten - met name Groot-Brittannië en Oostenrijk - probeerden de Russische invloed op de Balkan (die in Montenegro het grootst was) te ondermijnen. Danilo weigerde compromissen te aanvaarden wat betreft zijn soevereiniteit, maar Rusland kon hem na in de Krimoorlog te hebben verloren niet helpen. Napoleon III steunde hem echter wel in de hoop de Russische invloed te verminderen. Rusland, Oostenrijk en Servië namen hem dit niet in dank af.
Danilo werd in augustus 1860 in Kotor vermoord door ene Todor Kadić van de Bjelopavlići. Danilo's leger zou bij deze stam gruweldaden hebben begaan, maar later had hij dit "gecompenseerd" door verschillende leden ervan hoge rangen in het leger te geven. Waarschijnlijk werd de aanslag echter ook gesteund door de Oostenrijkers. Verder had vorst Danilo genoeg binnenlandse vijanden wegens de moderniseringen die hij had doorgevoerd.
Hij werd opgevolgd door zijn neef Nicolaas I, die de eerste (en officieel enige) koning van Montenegro zou worden.